# يربوع سميك الذيل ثلاثي الأصابع
اليربوع سميك الذيل ثلاثي الأصابع (الاسم العلمي: Stylodipus telum) نوع من القوارض من فصيلة اليربوعيات، يتوطن في الصين، كازاخستان، روسيا، تركمانستان، أوكرانيا وأوزبكستان.